# 窪徳健作
窪徳健作（くぼとく けんさく kubotoku kensaku、1982年- ）は、鹿児島県出身のフリーランスのフォトグラファー。2008年TRICERATOPS全国ツアー「DANCE TO THE SPACE GROOVE TOUR」ファイナル公演撮影。現在は・フッション・ビューティー・CDジャケットなどを撮影している。

## 経歴
- 1982年：鹿児島県生まれ
- 2004年：日本写真芸術専門学校卒業
- 2004年：イイノ・メディアプロ[2]入社
- 2006年：石倉和夫[3]師事
- 2010年：フリーランス
- 2011年：オフィシャルwebサイト開設

## 主な取引先
- 講談社
- 光文社
- 小学館
- 幻冬舎
- ハースト婦人画報社
- スタンダードマガジン[4]
- avex